# Widły (film)
Widły (ang. Pitchfork) – amerykański horror z 2016 roku w reżyserii Glenna Douglasa Packarda. W rolach głównych wystąpili Brian Raetz, Lindsey Nicole, Daniel Wilkinson, Celina Beach, Nicole Dambro i Ryan Moore. 
Fabuła ogniskuje się wokół ośmiorga nastolatków, którzy przybywają na wieś, by urządzić imprezę. Nie wiedzą, że przyjdzie im stanąć do walki z okrutnym psychopatą. 
Widły to slasher, który premierowo pokazany został widzom Hot Springs Horror Film Festival we wrześniu 2016, a w styczniu 2017 zyskał dystrybucję komercyjną. Stanowi debiut reżyserski Packarda, uznanego choreografa. W scenariuszu filmu, częściowo opartym na doświadczeniach życiowych reżysera, zawarto wyraźny wątek LGBT. Widły wyróżniony został siedmioma nagrodami filmowymi.

## Fabuła
Nowojorski student Hunter Killian powraca w rodzinne strony, by porozmawiać z rodzicami na temat niedawno dokonanego coming outu. W wyprawie towarzyszy mu siedmioro wspierających go przyjaciół. Młodzi planują urządzić huczną imprezę w stodole należącej do Killianów. Nie wiedzą, że wkrótce staną do walki z upośledzonym emocjonalnie, bezwzględnym psychopatą.

## Obsada
- Brian Raetz − Hunter Killian
- Lindsey Nicole − Clare
- Daniel Wilkinson − Ben Holister Jr./Pitchfork
- Ryan Moore − Matt
- Celina Beach − Lenox
- Nicole Dambro − Flo
- Keith Webb − Rocky
- Sheila Leason − Janelle
- Vibhu Raghave − Gordon
- Rachel Carter − Judy Holister/matka
- Andrew Dawe-Collins − Ben Holister Sr./ojciec
- Derek Reynolds − Wayne Killian
- Carol Ludwick − Ruth Killian
- Addisyn Wallace − Jenny Killian
- Anisbel Lopez − Trisha
- Glenn Douglas Packard − gość na imprezie

## Produkcja
Packard napisał scenariusz filmu w oparciu o własne doświadczenia związane z coming outem przed bliską rodziną. Jego pracę scenopisarską zainspirował lęk, który Packard odczuwał, nie chcąc zostać odrzuconym przez rodziców. Z głównego bohatera uczynił Packard homoseksualistę, ponieważ, jak przyznał, „jednostek LGBT nie widuje się często w slasherach”. Hunter Killian (Brian Raetz), z początku przejęty ujawnieniem orientacji seksualnej przed najbliższymi, w toku wydarzeń filmowych nabiera pewności siebie i staje się silnym protagonistą. Początkowo, pisząc scenariusz, Packard planował uśmiercić postać Huntera; zdał sobie jednak sprawę, że jest on 
"prawdziwym bohaterem”, a widzowie powinni oswoić się z wizerunkiem silnego homoseksualisty. Filmowy morderca, Ben Holister Jr. (Daniel Wilkinson), we wszystkich scenach pojawia się nagi od pasa w górę. Packard zdecydował się na obnażenie antybohatera, by przykuć uwagę żeńskich i gejowskich widzów, zwyczajowo ignorowanych w heteronormatywnym uniwersum podgatunku slashera.
Tworząc projekt, Packard źródło inspiracji znalazł też w twórczości Sama Raimiego i Johna Hughesa, w horrorach Koszmar z ulicy Wiązów (1984) i Teksańska masakra piłą mechaniczną (1974) oraz w filmie muzycznym Footloose (1984). Reżyser okrzyknął Widły mianem „ironicznego odwołania do dzieł Hughesa z lat osiemdziesiątych”. W filmie znalazła się scena taneczna, z opracowaną przez Packarda choreografią. Uwagę reżysera zwrócił też odcinek programu telewizyjnego The Oprah Winfrey Show, w którym prowadząca dyskutowała na temat mężczyzny traktowanego w dzieciństwie jak pies. Materiał ten pomógł w stworzeniu postaci Bena Holistera Jr. Widły realizowane były w sumie przez półtora roku, przez około pięćset dni. Zdjęcia kręcono między innymi latem 2015 roku; za lokacje ekipie filmowej posłużyły miejscowość Clare oraz obszar niemunicypalny Houghton Lake w stanie Michigan. W Clare mieściła się rodzinna farma Packardów, na której reżyser się wychowywał; ten teren wykorzystany został podczas prac nad filmem.

## Premiera i dystrybucja
Światowa premiera filmu odbyła się 23 września 2016 roku w trakcie Hot Springs Horror Film Festival. Niespełna miesiąc później, 16 października, obraz zaprezentowano widzom festiwalu kina grozy w Atlancie, a 21 października wyświetlono go podczas Columbus Nightmares Film Festival. 13 stycznia 2017 wprowadzono Widły do dystrybucji komercyjnej.

## Odbiór
Stacy Cox, dziennikarka współpracująca z serwisem decaymag.com, uznała film za „swojski, lecz świeży”. Jako znakomitą oceniła pracę operatorską Reya Gutierreza. Albert Nowicki (witryna His Name Is Death) pisał: „Debiut Glenna Douglasa Packarda w niczym nie ustępuje innym solidnym indie horrorom – choćby pokrewnemu tematycznie Camp Dread z 2014 roku. Kreacje aktorskie bywają w Widłach podrzędne, a niektóre rozwiązania fabularne być może poirytują co bardziej drażliwych widzów. Cóż jednak z tego skoro film błyszczy za sprawą nastrojowych zdjęć i oświetlenia, odznacza się odpowiednim tempem akcji, a jego krwawy finał prezentuje się wręcz obłędnie? Mnie do Wideł przekonała już jedna z pierwszych scen oraz towarzyszący jej, industrialny montaż. Opening pobrzmiewa tu z lekka echem kluczowej sekwencji z Zaproszenia Karyn Kusamy, a trochę zwraca uwagę, jak różnią się te dwie pozycje. Już prolog czyni z Wideł film wyjątkowy. Jeśli kręcą Was pastisze, w których podczas scen pogoni o własne nogi przewracają się mordercy, nie ofiary, a sztampowi nastoletni bohaterowie nazywani bywają 'wymiocinami Klubu Winowajców', jest szansa, że w dziele Packarda dostrzeżecie materiał co najmniej niezły”. Nowicki chwalił też decyzję reżysera dotyczącą wprowadzenia do scenariusza postaci gejowskiej o kluczowym znaczeniu. Jeffrey Lyles (Lyles' Movie Files) widział w Widłach przydługą „katastrofę”, wyzbytą z zalet, „testującą wytrzymałość widza”. W recenzji dla strony searchmytrash.com Mike Haberfelner nazwał Widły filmem „nic niewnoszącym do podgatunku slashera”, lecz wizerunek antagonisty uznał za „upiorny i makabryczny”, a efekty gore za udane.
W grudniu 2017 roku serwis His Name Is Death sklasyfikował Widły jako jeden z dwudziestu pięciu najlepszych horrorów 2017 roku.

## Kontynuacje
Widły pomyślane zostały jako pierwsza odsłona filmowej trylogii. Planowano realizację dwóch kontynuacji.

## Nagrody i wyróżnienia
- 2016, Atlanta Horror Film Festival:
  - Nagroda Festiwalowa w kategorii najlepszy film fabularny (wyróżnieni: Glenn Douglas Packard, wytwórnia Pioneer Motion Pictures, dystrybutor

Uncork'd Entertainment)
- 2016, Fright Night Film Festival:
  - Nagroda Festiwalowa w kategorii najlepszy reżyser slashera (Glenn Douglas Packard)[4]
  - Nagroda Festiwalowa w kategoriinajlepszy film fabularny − slasher (Glenn Douglas Packard, wytwórnia Pioneer Motion Pictures, dystrybutor

Uncork'd Entertainment)
- 2016, Hot Springs International Horror Film Festival:
  - nagroda przyznana w kategorii najlepszy filmowiec-debiutant (Glenn Douglas Packard)[4]
- 2016, Los Angeles Independent Film Festival Awards:
  - nagroda LAIFF July w kategorii najlepszy reżyser (Glenn Douglas Packard)[4]
  - nagroda LAIFF July w kategorii najlepsze zdjęcia (Rey Gutierrez)[4]
  - nagroda LAIFF July w kategorii najlepszy zrealizowany scenariusz (Glenn Douglas Packard, Darryl F. Gariglio, Noreen Marriott)[4]